# Liste der Monuments historiques in Fraillicourt
Die Liste der Monuments historiques in Fraillicourt führt die Monuments historiques in der französischen Gemeinde Fraillicourt auf.

## Liste der Immobilien
| Bezeichnung       | Beschreibung           | Standort               | Kennzeichnung | Schutzstatus | Datum | Bild           |
| ----------------- | ---------------------- | ---------------------- | ------------- | ------------ | ----- | -------------- |
| Kirche Notre-Dame | ab dem 12. Jahrhundert | Rue de l’Église (Lage) | PA00078439    | Inscrit      | 1928  | weitere Bilder |

## Liste der Objekte
| Bezeichnung | Beschreibung           | Standort                        | Kennzeichnung | Schutzstatus | Datum | Bild |
| ----------- | ---------------------- | ------------------------------- | ------------- | ------------ | ----- | ---- |
| Taufbecken  | Stein, 13. Jahrhundert | in der Kirche Notre-Dame (Lage) | PM08000200    | Classé       | 1966  |      |